# غوس دوجلاس
غوس دوجلاس (بالإنجليزية: Gus Douglass)‏ هو موظف مدني أمريكي، ولد في 22 فبراير 1927 في مقاطعة ماسون في الولايات المتحدة، وتوفي بنفس المكان في 19 مارس 2015.